# 매클린스 칼리지
매클린스 칼리지(Macleans College)는 뉴질랜드 북섬 오클랜드 도시에 위치한 중∙고등학교다. 현재 재학 중인 학생 수는 3,000명이고, 1980년 학교 설립 이후 현재까지 계속해서 증가하고 있다. 본교의 이름은 1885년 뉴질랜드에 정착한 스코틀랜드인 형제들의 성을 따서 명명되었으며 이는 매클린즈가 초기에 농사를 목적으로 산 땅을 학교 설립을 위해 기부하였기 때문이다.1984년 콘스탄틴 박사의 별세 이후로 후배인 .제임스 월킨스가 뒤를 이었다.

## 매클린스 약칭
전 입학생이 첫학기때 배우고 졸업할 때까지 행해야 할 미덕이다. 학교가 세워진 토지의 원주인 매클린스 이름에 사용되는 문자로 시작하는 단어로 구성되어 있다.
| 문자 | 영문                 | 한글        |
| ---- | -------------------- | ----------- |
| M    | Manners              | 예절        |
| A    | Articulate           | 명확        |
| C    | Courage              | 용기        |
| L    | Loyalty              | 성실        |
| E    | Effort 100%          | 노력        |
| A    | Authority respected  | 존중        |
| N    | No lies              | 정직        |
| S    | Sympathy and Service | 연민과 봉사 |

## 시간표
전교생 모두 동일한 시간 일정을 따른다. 하지만 개개인마다 수강하는 과목과 과정이 다르므로 시간표는 다를 수 있다. 학생들이 각자 선택한 수업을 듣기 위하여 교내를 돌아다니므로 같은 학급 친구들을 만나고 담임 선생님을 만날 수 있는 시간 일정이 따로 짜여져 있다. 매주 화요일과 금요일 아침에는 각각 하우스와 학교 전체 조례를 한다.(각 하우스마다 하우스 조례하는 날은 다를 수 있다.)
|          | 월요일            | 화요일            | 수요일        | 목요일            | 금요일        |
| -------- | ----------------- | ----------------- | ------------- | ----------------- | ------------- |
| 08:30    | 폼타임 (학급시간) | 폼타임 (학급시간) | 하우스 조례   | 폼타임 (학급시간) | 학교 조례     |
| 1교시    | 09:00 – 10:00     | 09:00 – 10:00     | 09:00 – 10:00 | 08:50 – 09:50     | 09:15 – 10:10 |
| 2교시    | 10:00 – 11:00     | 10:00 – 11:00     | 10:00 – 11:00 | 09:50 – 10:50     | 10:10 – 11:05 |
| 휴식시간 | 11:00 – 11:20     | 11:00 – 11:20     | 11:00 – 11:20 | 10:50 – 11:10     | 11:05 – 11:25 |
| 3교시    | 11:20 – 12:20     | 11:20 – 12:20     | 11:20 – 12:20 | 11:10 – 12:10     | 11:25 – 12:20 |
| 점심시간 | 12:20 – 13:10     | 12:20 – 13:10     | 12:20 – 13:10 | 12:10 – 13:00     | 12:20 – 13:10 |
| 4교시    | 13:15 – 14:15     | 13:15 – 14:15     | 13:15 – 14:15 | 13:00 – 14:05     | 13:10 – 14:15 |
| 5교시    | 14:15 – 15:15     | 14:15 – 15:15     | 14:15 – 15:15 | 14:05 – 15:05     | 14:15 – 15:15 |

## 교육 과정

### 주니어 교육 과정
뉴질랜드 칼리지 과정의 9 – 10학년에 속한다.
주니어는 영어, 수학, 과학, 사회, 도덕, 체육 과목을 모든 학기에 필수로 수강한다.
신입생은 반년마다 언어, 기술, 예술 분야에서 한 과목씩 택하여 수강하고 일 년에 총 12가지 과목을 수강하게 된다.
| 분야 | 과목                                                                                          |
| ---- | --------------------------------------------------------------------------------------------- |
| 언어 | 중국어 일본어 마오리어 스페인어                                                               |
| 기술 | 비즈니스 & 재정 산업 학문 패션 & 디자인 그래픽 디자인 공학 기술 전자 기술 응접 기술 목공 기술 |
| 예술 | 미술 댄스 드라마 음악 (고급) 음악 (일반) 음악 (성악)                                          |

10학년은 위의 필수 과목과 함께 과목 분야에 상관없이 관심있는 3과목을 선택할 수 있다. 일 년에 총 9과목을 수강한다.
선택 과목에는 추가적으로 경제와 역사가 있다.

### 시니어 교육 과정
뉴질랜드 칼리지 과정의 11 – 13학년에 속한다.
대학진학을 준비하며 매년 치룰 학력고사 유형을 (NCEA 혹은 CIE) 선택한다. 유형에 따라 선택할 수 있는 과목이 조금 다를 수 있으니 미래 희망 전공을 고려하여 학력고사 유형을 선택하여야 한다.
전체적으로 선택할 수 있는 과목 수가 늘어나고 그 학생들마다 공부하는 전문적 지식이 세분화되어가는 데에도 11학년에게는 영어, 수학, 체육이 아직 필수과목이다. 12학년에는 수학이 선택 과목으로 바뀌고, 13학년은 필수과목이 없다.

## 시험 제도
대한민국의 고등학교 나이와 대립하는 11학년부터 13학년 학생들은 모두 선택과목에 대한 학력고사를 치른게 된다. 전교생들은 국가학력인정시험 (NCEA) 또는 영국 캠브릿지 국제학력인정시험 (CIE) 중 한가지를 선택하여 년말에 시험을 보게 되는데 3년에 거쳐 이수한 학력인정시험 학점은 학교 내신성적과는 별도이다.
아래는 각 학력고사의 채점 기준을 정리한 표이다.
National Certificate of Educational Achievement (NCEA)
| 학년        | 등급                                                  |
| ----------- | ----------------------------------------------------- |
| 레벨 1      | Excellence, E Merit, M Achievement, A Not Achieved, U |
| 레벨 2      | Excellence, E Merit, M Achievement, A Not Achieved, U |
| 레벨 3      | Excellence, E Merit, M Achievement, A Not Achieved, U |
| Scholarship | Top Award Scholarship, S No scholarship, N            |

Cambridge International Examinations (CIE)
| 학년        | 등급                                                                                   |
| ----------- | -------------------------------------------------------------------------------------- |
| IGCSE Level | A*: 90 – 100% A: 80 – 89% B: 70 – 79% C: 60 – 69% D: 50 – 59% E: 40 – 49% F: below 40% |
| AS Level    | A: 80 – 100% B: 70 – 79% C: 60 – 69% D: 50 – 59% E: 40 – 49% F: below 40%              |
| A2 Level    | A*: 90 – 100% A: 80 – 89% B: 70 – 79% C: 60 – 69% D: 50 – 59% E: 40 – 49% F: below 40% |

맥클린스 학생들은 매년 뉴질랜드에서 제일 많은 CIE 세계 수석상 (Top in the World Award) 과 NCEA 장학상 수상 기록을 세운다. 2011년에는 9개의 CIE 세계 수석상을 수상하고 125개의 NCEA 장학상을 받았다.

## 특별 활동
다양한 분야의 동아리와 조직이 교내에 존재한다. 그리고 학교측에서 모든 학생들이 재학 중 최소한 서너개의 특별활동에 전념하기를 권한다.

### 행정부
본 부서는 13학년 (졸업반) 들에게만 해당된다.
1. 전교 회장 (2명)
2. 전교 부회장 (2명)
3. 전교 회장 (2명)
4. 전교 부회장 (2명)
5. 학교 반장 (50명)
6. 하우스 장 (각 하우스마다 2명)
7. 하우스 반장

### 운동부
1. 에어로빅
2. 육상
3. 배드민턴
4. 농구
5. 크리켓
6. 크로스컨트리 (단교경주)
7. 싸이클링
8. 골프
9. 하키
10. 넷볼
11. 조정
12. 축구
13. 수영
14. 탁구
15. 테니스
16. 럭비
17. 워터 폴로
18. 언더워터 하키
19. 역도
20. 요트 경기

### 음악부
1. 오케스트라 (Orchestra)
2. 콘서트 밴드 (Concert band)
3. 챔버 오케스트라 (Chamber orchestra)
4. 챔버 언섬블 (Chamber ensemble)
5. 재즈 콤보 (Jazz combo)
6. 합창단 (SATB Premier choir)
7. 여성 합창단
8. 남성 합창단
9. 여성 4중창단 (Barbershop girls)

### 드라마
1. 뮤지컬
2. 시니어 프로덕션 (11학년부터 13학년 해당)
3. 쥬니어 프로덕션 (9학년부터 10학년 해당)
4. 실라 윈 (Sheilah Winn)
5. 셰익스피어 (Shakespeare)
6. 연극스포츠 (Theatresports)
7. 무대 의상∙화장
8. 백스테이지 크루 (Backstage crew)

### 기타
1. 체스
2. 기독교
3. 창의적 글쓰기
4. 사교 댄스
5. 토론
6. 듀크 오브 에딘버그 (Duke of Edinburgh’s Hillary Award Scheme)
7. 환경
8. 다문화
9. 사서
10. 과학
11. 비즈니스 (Young Enterprise)

## 하우스
매클린스 학교의 주요 특징은 화나우 (Whanau) 하우스 운영 체제이다. 모든 학생들은 입학과 동시에 8개의 하우스 중 하나에 배정된다. 학생들은 졸업할 때까지 한 하우스에 속하고 하우스 내∙외 활동에 참여하게 된다. 모든 하우스들은 뉴질랜드의 영웅들의 이름을 따서 이름 지어졌고, 각 영웅들의 특별한 업적을 바탕으로 알맞은 미덕을 중요시한다. 또한 동물 마스코드가 존재하며 뉴질랜드 영웅들이나 하우스마다 매년 모금하는 자선단체와 직접적인 연관이 있다. 매년 열리는 하우스 대항 운동회나 학교 행사에서는 각 하우스 대표들이 동물 의상을 입고 마스코트가 프린트된 깃발을 흔들면서 흥을 돋구기도 한다.

### 배튼
- 진 배튼, Jean BATTEN (1909년 9월 15 – 1982년 11월 22일): 1909년 9월 15일 최초로 뉴질랜드에서 영국까지 단독비행을 성공한 파일럿이자 여성 영웅이다.
- 마스코트: 부지런히 일하는 일벌 모형의 뉴질랜드 장난감 버지 비 (buzzy bee) 가 배튼 하우스의 마스코트이다.
- 색: 간혹 회색으로 혼란될 수 있으나 플래티넘이 배튼 하우스의 색이다.
- 개관 년도: 1998년

### 맨스필드
- 캐서린 맨스필드, Katherine MANSFIELD (1888년 10월 14일 – 1923년 1월 9일): 유명한 현대 단편소설 작가이다.
- 마스코트: 머레이 볼 (Murray Ball)의 푸트롯 플래츠 (Footrot Flats) 에 나오는 강아지 주인공이다.
- 색: 레드 와인빛 보라색이다.
- 개관 년도: 1984년

### 러더포드
- 어니스트 러더포드, Earnest RUTHERFORD (1871년 8월 30일 – 1937년 10월 19일): 반감기 개념을 발견하고 원자∙방사능 연구를 한 원자 유명 물리학자이다.
- 마스코트: 분홍빛 코끼리이다.
- 색: 붉은색이다.
- 개관 년도: 1982년

### 쿠페
- 오래된 마오리족 신화로 전해지는 이야기에 존재하는 인물이다. 처음 뉴질랜드를 발견하고 아오테아로아 (Aotearoa)라고 이름 지은 전사의 이름이 쿠페, KUPE이다. 아오테아로아는 마오리어로 하얀 구름이 끝없이 펼쳐진 땅 (Land of the long white clouds)이라는 뜻을 담고 있다.[6]
- 마스코트: 뉴질랜드를 대표하는 동물, 키위가 쿠페의 마스코트이다.
- 개관 년도: 1981년

### 힐러리
- 에드먼드 힐러리 경, Sir Edmund HILLARY (1919년 7월 20일 – 2008년 1월 11일): 세계 최초로 세계 최고봉 에베레스트 산 (Mount Everest) 을 정복한 등산가이다. 뉴질랜드 5불 지폐에 힐러리 경의 초상화가 찍혀 있다.
- 마스코트: 네팔과 티베트의 히말라야 산맥에 사는 예티이다. 과학자들은 어느 신화 속 유인원을 닮은 동물이라고 추측한다.
- 개관 년도: 1980년

### 테 카나와
- 데임 키리 테카나와, Dame Kiri Jeanette Te Kanawa (1944년 3월 6일 – 현재): 1968년부터 활동하는 오페라 성악가이다.
- 마스코트: 용이다.
- 색: 푸른색이다.
- 개관 년도: 1987년

### 업햄
- 찰스 업햄, Charles UPHAM (1908년 9월 21일 – 1994년 11월 22일): 역사상 전쟁을 겪어보지 않은 평화로운 뉴질랜드의 군인으로서 제 2차 세계대전에서 빅토리아 크로스 (Victoria Cross)를 두번이나 훈장을 탄 영웅이다.[7]
- 마스코트: 용맹스러운 사자이다.
- 색: 하늘색이다.
- 개관 년도: 2003년

### 스넬
- 피터 스넬, Peter SNELL (1938년 12월 17일 – 현재): 현재는 미국 텍사스주에 거주하고 있는 뉴질랜드 육상경기 선수이다. 그가 선수로 활약할 때 이루어낸 성취를 높이사 20세기 운동선수의 국가상 (Sports Champion of the 20th century)를 수상했다.
- 마스코트: 날렵하고 검은 표범이다.
- 색: 표범과 같은 검은색이다.
- 개관 년도: 2001년